# Gösta Wachtmeister
Gustaf (Gösta) Fredrik Wachtmeister, född 6 oktober 1903 i Helgona församling, Södermanlands län, död 22 mars 1998 i Nyköpings Alla Helgona församling, Södermanlands län
, var en svensk greve och militär (major).

## Biografi
Wachtmeister avlade studentexamen i Stockholm 1921, blev fänrik vid Andra livgrenadjärregementet (I 5) 1923 och löjtnant där 1927. Wachtmeister tjänstgjorde vid Livgrenadjärregementet (I 4) från 1928, blev major där 1942, tjänstgjorde vid Norrbottens regemente (I 19) från 1942, blev major på reservstat 1946 och försattes i reserven 1959. Han genomgick granatkastarkurs 1924, studerade vid Krigshögskolan 1927-1929, Infanteriskjutskolan 1930 och var repetitör vid Infanteriskjutskolan 1930. Wachtmeister studerade vid Artilleri- och ingenjörhögskolan 1932 och genomgick dess högre kurs 1934-1936 samt var förste lärare i teknik vid Infanteriskjutskolan. Wachtmeister ägde Bönsta egendom i Helgona församling.
Wachtmeister var son till greve Arvid Fredrik Wachtmeister (1871-1914) och friherrinnan Louise Lagerfelt (1870-1946). Han gifte sig 1940 med Elisabeth Wester (1909-2005). Han är far till Louise (född 1941), Margit (född 1943), Cecilia (född 1945) och Fredrik (född 1949).

## Utmärkelser
Wachtmeisters utmärkelser:
- Riddare av Svärdsorden (RSO)
- Dansk Frihetsmedalj (DFrM)